# 艾尔伯特·金 (音乐家)
艾伯特·尼爾森（Albert Nelson，1923年4月25日—1992年12月21日），藝名艾伯特·金（Albert King）是美國藍調吉他手及歌者，其演奏影響了許多的藍調吉他手。他是「藍調吉他三王」（Three Kings of the Blues Guitar）之一（另外二位是B·B·金及弗雷德·金）。他最著名的可能是1967年的單曲《Born Under a Bad Sign》。
艾伯特·金的身高較一般人高，有資料提出其身高為6英尺4英寸（1.93米）或6英尺7英寸（2.01米），體重250磅（110），因為其溫柔的歌聲及較高的身材，被稱為「天鹅绒推土机」（The Velvet Bulldozer）。
艾伯特·金在1992年過世，在2013年5月時列名摇滚名人堂。